# 達人伝説
『達人伝説〜20周年記念アルバム〜』（たつじんでんせつ にじゅっしゅうねんきねんアルバム）は、嘉門タツオ（旧名・嘉門達夫）22枚目のオリジナル・アルバム。2003年4月23日にDAIPRO-Xから発売された。

## 概要
嘉門のレコード・デビュー10周年を祝う為に、嘉門と親交の深い数多の芸能人が参加した豪華アルバム。
過去の嘉門のヒット曲（「ヤンキーの兄ちゃんのうた」「ゆけ!ゆけ!川口浩」「小市民」「マーフィーの法則」等）を現代ヴァージョンにリメイクした楽曲を収録。
数多の豪華芸能人が参加した異例の作品であるが、嘉門曰く「お祝い参加」とのことでギャラは殆んど発生していない。

## 収録曲
1. 引き笑い鳥I
  - 脚色：嘉門達夫
  - ゲスト：明石家さんま
  - さんまのトレードマークの一つである引き笑いを鳥の鳴き声と見立て、架空の新種の鳥引き笑い鳥を見つけたというニュースで紹介。キャスター役は嘉門で、最後のさんまの一言「めっかちゃった」から無音を入れずに2曲目の「めっかっちゃった」に移る。
2. めっかっちゃった
  - 作詞・作曲・編曲：嘉門達夫
  - ゲスト：明石家さんま
3. 絶滅・ヤンキーの兄ちゃんの歌
  - 作詞・作曲・編曲：嘉門達夫
  - ヤンキーの兄ちゃんネタのほかに、本作ではオタッキーな兄ちゃん（オタク）、最近の兄ちゃん（現代っ子）が登場している。
4. Mr.説教MANブラザーズ
  - 作詞：嘉門達夫、作曲・編曲：Mr.NEE
  - ゲスト：泉谷しげる
  - アルバム「壺」に収録された「Mr.説教MAN」、シングル「ザッツ・替え歌メドレー」のカップリングに収録された「Mr.説教MANやっちゅーてんねん!」に続く第3弾。本作では泉谷と共に特定の物を座らせて説教し迷惑な点を指摘する。
5. 神様
  - 脚色：嘉門達夫
  - ゲスト：美輪明宏
6. 告白
  - 脚色：嘉門達夫
7. ゆけ!ゆけ!川口順子
  - 作詞・作曲・編曲：嘉門達夫
  - 「ゆけ!ゆけ!川口浩」の国会編替え歌
8. 誰がつるべやねん!
  - 脚色：嘉門達夫
  - ゲスト：笑福亭鶴瓶
  - タイトル通り、嘉門と鶴瓶が会話中、嘉門の会話を不機嫌な鶴瓶が聞き間違えて「何が○○やねん!」とか「誰が○○や」と突っ込むというネタ。
9. 青春フォーク替え歌メドレー
  - 脚色：嘉門達夫、編曲：中町俊自
10. プロローグ
  - 父親：明石家さんま、母親：久本雅美、マナブ：嘉門達夫
11. 明るい未来
12. 作詞：嘉門達夫、水戸華之助、作曲・編曲：嘉門達夫
  - 父親：明石家さんま、母親：久本雅美、マナブ：嘉門達夫
13. エピローグ
  - 父親：明石家さんま、母親：久本雅美、マナブ：嘉門達夫
14. せーへんか?
  - ゲスト：笑福亭笑瓶
15. 小市民21
  - 作詞・作曲・編曲：嘉門達夫
16. マーフィーの法則2003
  - 作詞・作曲：嘉門達夫、編曲：中町俊自
17. いろんなカーナビものまね大全集（＊嘉門は参加せず）
  - 出演：コージー冨田、原口あきまさ、ジェニーいとう
18. OK牧場
  - ゲスト：ガッツ石松
19. 引き笑い鳥II
  - ゲスト：久本雅美
  - 架空の新種の鳥引き笑い鳥のメスの個体が見つかったというニュース。
20. 女心
  - 作詞・作曲：嘉門達夫
  - ゲスト：久本雅美
21. ショートソング&会話
22. あったらコワイセレナーデ2003
  - 作詞・作曲・編曲：嘉門達夫
23. イジワル系バンド
  - ゲスト：大槻ケンヂ
24. ワケワカラン
  - ゲスト：げんしじん
  - 訳の分からない事を一言ネタで言い、その都度オチとしてげんしじんの持ちネタである「何じゃそりゃそらワケワカラン」で締める。
25. やめてくれないか?
  - 作詞・作曲・編曲：嘉門達夫
26. 鼻からいろんなモノ
  - 作詞・作曲・編曲：嘉門達夫
27. 妖怪ワールド
  - 妖怪アミダばばぁ：明石家さんま、妖怪口裂け女：久本雅美、妖怪まごありジジィ：泉谷しげる、妖怪海坊主：ガッツ石松、妖怪つるべ落とし：笑福亭鶴瓶、ねずみ男：笑福亭笑瓶、砂かけ婆：美輪明宏、案内役：嘉門達夫
28. 鏡
  - ゲスト：美輪明宏